# Miniera sotterranea
La miniera sotterranea è un tipo di miniera in cui vengono usate una serie di tecniche per l'estrazione di minerali di valore o di altri materiali geologici dal sottosuolo terrestre. In contrasto con l'altra tipologia principale di scavo, la miniera di superficie, la miniera sotterranea richiede un'attrezzatura e/o delle maestranze per operare sotto la superficie terrestre. Due o più miniere sono unite da pozzi verticali o da gallerie.
Nelle miniere sotterranee vere e proprie si scavano profondi pozzi e lunghe gallerie laterali per poter raggiungere il giacimento. La miniera deve essere ben aerata per permettere al personale e alle macchine (Diesel) di operare, inoltre la ventilazione rimuove gli elementi nocivi come gas e polveri. Specialmente nelle miniere di carbone possono liberarsi sacche di un gas molto tossico, incolore, e altamente esplosivo (grisù). Nelle moderne miniere gli scavi e di trasporti sono meccanizzati e i nastri trasportatori e treni portano il prodotto fino in superficie.